# Lagunillas (Mérida)
Lagunillas, es una ciudad capital del municipio Sucre del estado Mérida, en Venezuela, situado a 30 kilómetros de la ciudad de Mérida.
La ciudad se caracteriza por el gran ancho de sus calles y la presencia de viviendas de espacios abiertos, rasgo que define su arquitectura tradicional y favorece la ventilación y la interacción comunitaria.
Uno de los sectores más emblemáticos es Pueblo Viejo, reconocido por su alto valor turístico, gracias a sus casas antiguas que conservan elementos constructivos típicos de épocas pasadas, lo cual lo convierte en un importante referente del patrimonio arquitectónico local.
Algunos habitantes afirman ser descendientes de antiguas tribus indígenas que poblaron la región en tiempos remotos. Estas tradiciones ancestrales, aún presentes en la memoria colectiva, han contribuido significativamente al fortalecimiento cultural de la comunidad y se han integrado como parte del atractivo turístico identitario del municipio.
La localidad también es reconocida como una región de artesanos, debido a la proliferación de objetos elaborados con materiales autóctonos, lo que refuerza su identidad cultural y dinamiza la economía local mediante la producción y comercialización de piezas de valor estético y funcional.

## Vías de comunicación
Para ir a Lagunillas desde Mérida, se toma la Carretera Trasandina hacia el suroeste en un recorrido de aproximadamente media hora. Desde Ejido (cercano a Mérida), aproximadamente entre 15 a 20 minutos al suroeste por la Trasandina se ubica la población de Lagunillas. Desde Santa Cruz de Mora, otra población merideña, aproximadamente entre 40 minutos a 1 hora hacia el noreste por la Trasandina se ubica la población de Lagunillas. Casi todas las poblaciones de Venezuela no tienen conexión directa con Los Andes, así que se deben tomar las diversas carreteras de occidente, que se conectan con la Transandina u otras carreteras andinas.

## Geografía
La ciudad de Lagunillas se encuentra situada a 1.070 m s. n. m. El Municipio Sucre, se extiende desde las estribaciones de la montaña, que culmina en el Páramo El Molino, hasta los pies de la meseta. Posee una temperatura media de 22,5 °C y no llueve frecuentemente. El clima es de un fresco relativo, más fuerte entre julio y agosto.
Lagunillas es la capital del Municipio Sucre y de la Parroquia Sucre, que en su conjunto reúne 22.370 habitantes (2024).

## División Político-Territorial
En 1868 Lagunillas se convirtió en la Capital de uno de los Departamentos de Mérida, llamado Departamento "Unión", que en 1872 cambió su nombre a Departamento "Colina". Ya en 1904 ya se constituía en Distrito Sucre y estaba conformado por los poblados: Lagunillas, San Juan, Chiguará y Estanques. Para ese mismo año, Lagunillas compartía la distinción de "ciudad" con Mérida, Ejido, Tovar, Mucuchíes y Timotes. En 1988 adquiere la categoría de Municipio Autónomo, en cuya jurisdicción se encontraban los Municipios Foráneos Chiguará, Estanques, Pueblo Nuevo del Sur y San Juan, anexándose La Trampa en 1992.

## Historia
La historia de este pueblo, muy rica en cuanto a los acontecimientos que allí se dieron, se remonta en el pasado a una civilización indígena bastante organizada de hombres y mujeres que se asentaron en estas tierras en el siglo V a. C. Sus habitantes vivían de los frutos del maíz, yuca y otros cultivos. Eran hábiles agricultores y empleaban técnicas avanzadas como el uso de las terrazas de cultivo en las laderas empinadas y la construcción de depósitos de agua o Estanques, llamados kimpúes, para alimentar a los sistemas de riego. Hacia la parte sur del poblado, en Llano Seco, se han realizado excavaciones donde se encontrado los restos de la antigua civilización.
Vivían en paz y armonía con la naturaleza, respetando al medio ambiente. Eran la gran nación de los Jamuenes que incluía las tribus timoto cuicas de los  Quinaroes, Orkases, Mucumbús y Mocollones.
Como en casi toda Latinoamérica, en Lagunillas, la anterior población indígena fue mestizándose al mezclarse con los españoles y personas de otras nacionalidades durante 500 años, hasta ser la población de hoy, incrementándose con el tiempo a pesar de hechos como la Guerra Federal y, sobre todo, la emigración convertida en éxodo rural con el descenso de la producción del café en el siglo XX.

## Cultura
En Lagunillas la cultura es rica con variadas celebraciones, leyendas y otras manifestaciones folklóricas o culturales.

### Celebraciones
En el mes de mayo, durante los días 14 y 15 se celebran en Lagunillas las ferias en honor de San Isidro Labrador. En estos días se organizan las danzas populares, conocidas con el nombre de Locos de San Isidro, basadas en una vieja tradición, que viene desde los indígenas, al celebrar con bailes y música de la llegada de las lluvias. El rito original, llamado la Bajada del Ches (El Ches era el Dios de las lluvias), consistía en una procesión en las cercanías de la laguna, donde danzaban los indios, con las caras pintadas de achiote y cubiertos de pieles. Danzaban al compás de las maracas, las chirimías y los tambores, recorriendo los pueblos, según nos cuenta Julio César Salas.
En la actualidad el baile ha sufrido las transformaciones propias, el entrar en contacto con la cultura española, convirtiéndose así en la fiesta cristiana de San Isidro. Es una manifestación cultural muy pintoresca, de un sincretismo encantador y de alegre colorido, por la música, la danza y los trajes de los promeseros, quienes se disfrazan de caballeros de la época colonial y se cubren el rostro con máscaras.

### Leyendas
En Lagunillas, hay variadas leyendas como la siguiente y otras.
cuenta la leyenda que existe un profesor estricto y amargado que habita en lagunillas y que reprueba a todos sin importar a nadie
El gran escritor merideño, Tulio Febres Cordero nos narra una de ellas, titulada La leyenda del Urao, la cual comienza así 
"...Cuando los hombres barbados de allende los mares vinieron a poblar las desnudas crestas de los Andes, las hijas de Chía, las vírgenes de Motatán, que sobrevivieron a los bravos Timotes en la defensa de su suelo, congregadas en las cumbres solitarias del Gran Páramo, se sentaron a llorar la ruina de su pueblo y la desventura de su raza....  Y sus lágrimas corrieron día y noche hacia el occidente, deteniéndose al pie de la gran altura, en las cercanías de Barro Negro, y allí formaron una laguna salobre, la laguna misteriosa de Urao...". El relato continúa narrando las vicisitudes de los distintos pueblos indígenas de la Sierra Nevada de Mérida. En cada episodio de conquista por parte de los españoles, la laguna cambia de lugar. Finalmente, "...la laguna, después de mudarse a varias regiones de Mérida, volando por los aires, se establece para siempre en Lagunillas."

### Medios de Comunicación Social
Prensa
El medio impreso con circulación en el Municipio Sucre es:
- Diario Pico Bolívar

Radio
| Dial (FM) | Emisora y Circuito                   | Género          | Localidad            |
| --------- | ------------------------------------ | --------------- | -------------------- |
| 88.1      | Sonica - Comunitaria                 | Variada         | Chiguará             |
| 88.9      | Huracán FM - Comercial               | Variada         | Lagunillas           |
| 89.1      | Chimú FM - Comunitaria               | Variada         | El Corozo - San Juan |
| 89.7      | Molinito al aire FM - U.E. El Molino | Cultural        | Lagunillas           |
| 90.3      | Laguna FM - Comunitaria              | Tropical Latino | Lagunillas           |
| 90.9      | Impacto FM - Comunitaria             | Tropical Latino | Lagunillas           |
| 93.7      | Chiguarera FM- Comunitaria           | Cultural        | Chiguará             |
| 94.1      | Xamu FM - Comunitaria                | Tropical Latino | Lagunillas           |
| 99.9      | Vanguardia FM - Revolucionaria       | Cultural        | Lagunillas           |
| 104.3     | Salitre FM - Comunitaria             | Tropical        | El Molino            |
| 105.5     | Fortaleza FM - Comunitaria           | Tropical        | Lagunillas           |
| 106.5     | Recreo FM - Esc.Bas. Manuel Gual     | Cultural        | Lagunillas           |
| WEB       | Guamuqui- U.E. 24 de Junio           | Cultural        | Lagunillas           |

Televisión
UHF 97 / LCTV - Cultural / Cultural / INOPERATIVO